# Рудка (Закупненська селищна громада)
Ру́дка — село в Україні, у Закупненській селищній громаді Кам'янець-Подільського району Хмельницької області.

## Географія
Село розташоване на Безіменній притоці Збруча.

### Клімат
Село знаходяться в межах вологого континентального клімату із теплим літом.

## Історія
З 1991 року в складі незалежної України.
12 червня 2020 року шляхом об'єднання сільських рад, село увійшло до складу Закупненської селищної громади.
17 липня 2020 року, в результаті адміністративно-територіальної реформи та ліквідації Чемеровецького району, село увійшло до складу Кам'янець-Подільського району.

## Населення
Населення становить 60 осіб на 2001 рік.

### Мова
У селі поширені західноподільська говірка та південноподільська говірка, що відносяться до подільського говору, який належить до південно-західного наріччя.
100 % населення вказало своєю рідною мовою українську мову.

## Природоохоронні території
Село лежить у межах національного природного парку «Подільські Товтри». Поблизу села знаходиться пам'ятка природи «Рудківські скелі».

## Світлини

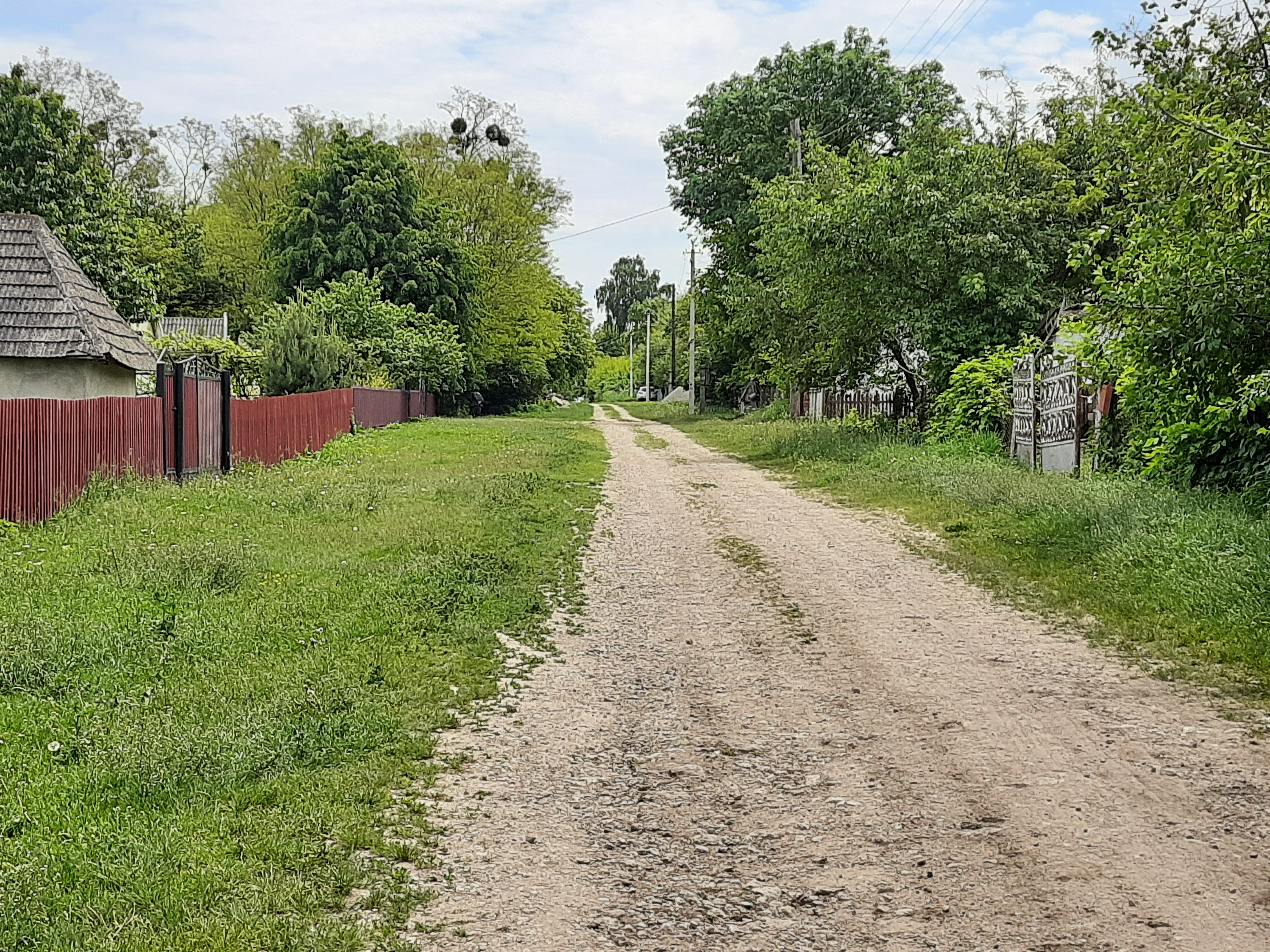
Сільська вулиця
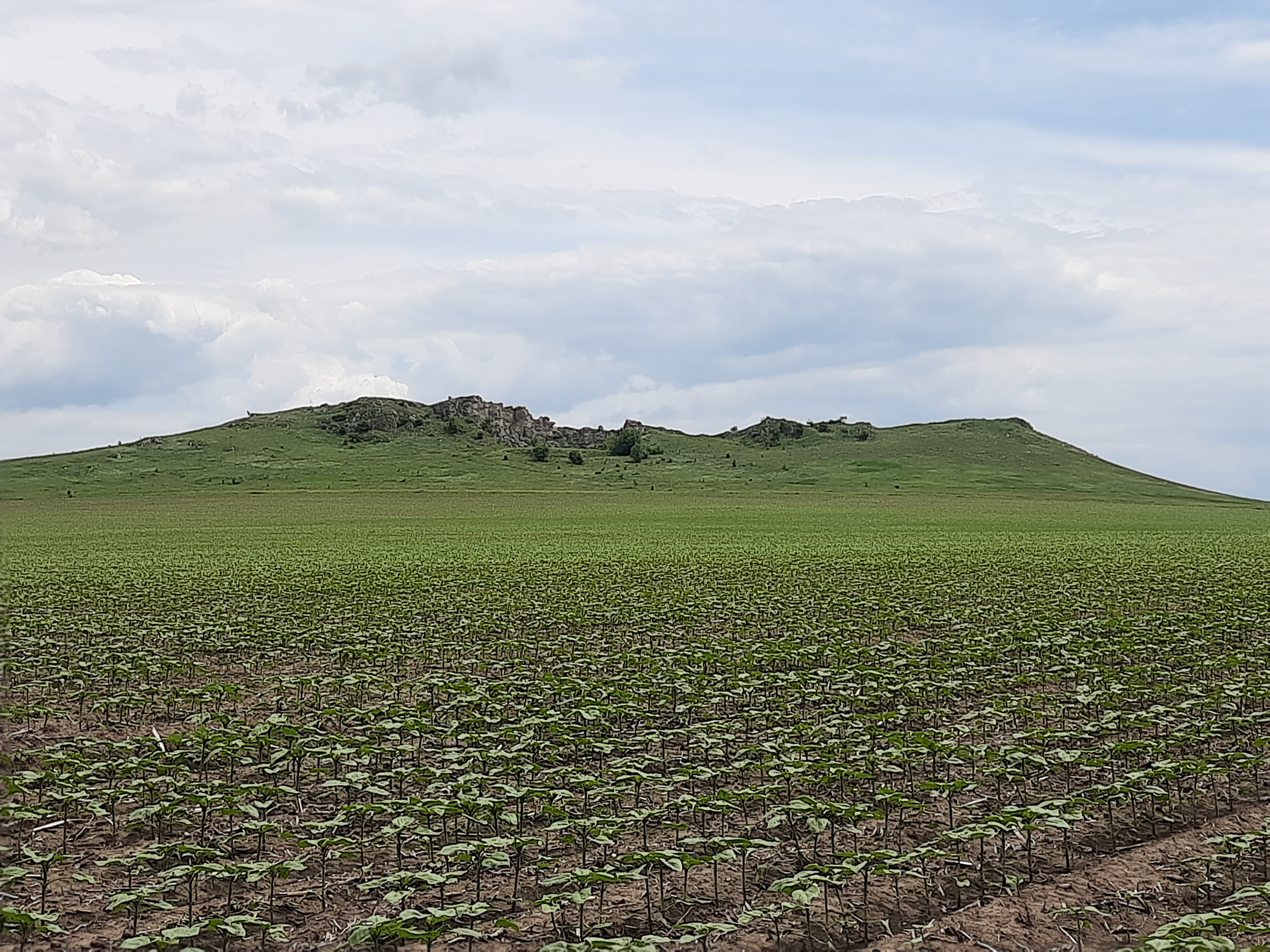
Краєвиди біля села